# Acueducto de los Remedios
El Acueducto de los Remedios (conocido coloquialmente como "Los Arcos") está ubicado dentro del municipio de Naucalpan de Juárez en el Estado de México, en lo que correspondiera anteriormente al poblado de Los Remedios (y que hoy forma parte de la mancha urbana), es un monumento de la época colonial y que se pensaba sirviera para llevar agua del ejido de San Francisco Chimalpa al pueblo de los Remedios, alrededor del santuario del mismo nombre.
Se sabe que tal obra fue llevada a cabo en la segunda mitad del siglo XVII, cuando se levantaron los arcos de medio punto, que en total suman 50 y que alcanzan una altura máxima de 16 metros y cubren en total una distancia de 500 metros. Están elaborados en cantera del sitio labrada en bloques rectangulares y las juntas se realizaron con un mortero de cal y arena; la obra se realizó bajo el mando del maestro Ildefonso de Iniesta Bejarano y Durán.
Anterior a los arcos que se levantaron en el lugar, se tiene conocimiento y muestra de que se levantó otra obra que forma parte del conjunto y que se pensó también para llevar agua al poblado de los Remedios, de la cual se concluyó parte en la primera mitad del siglo XVII por órdenes del entonces virrey Diego Fernández de Córdoba; y que consta de una cañería subterránea que llevaría el agua hasta el poblado y la entonces ermita mediante un sifón, cuya ingeniosa decisión e idea para depositar el agua (de la zona baja) hasta ese punto elevado fue la de realizar dos torres cuyo aspecto tosco y escalonado figuran "Torres de Babel"; estas fueron diseñadas con la función de almacenar el agua y eliminar el aire de su interior. Actualmente se les conoce de forma local como "los Caracoles".

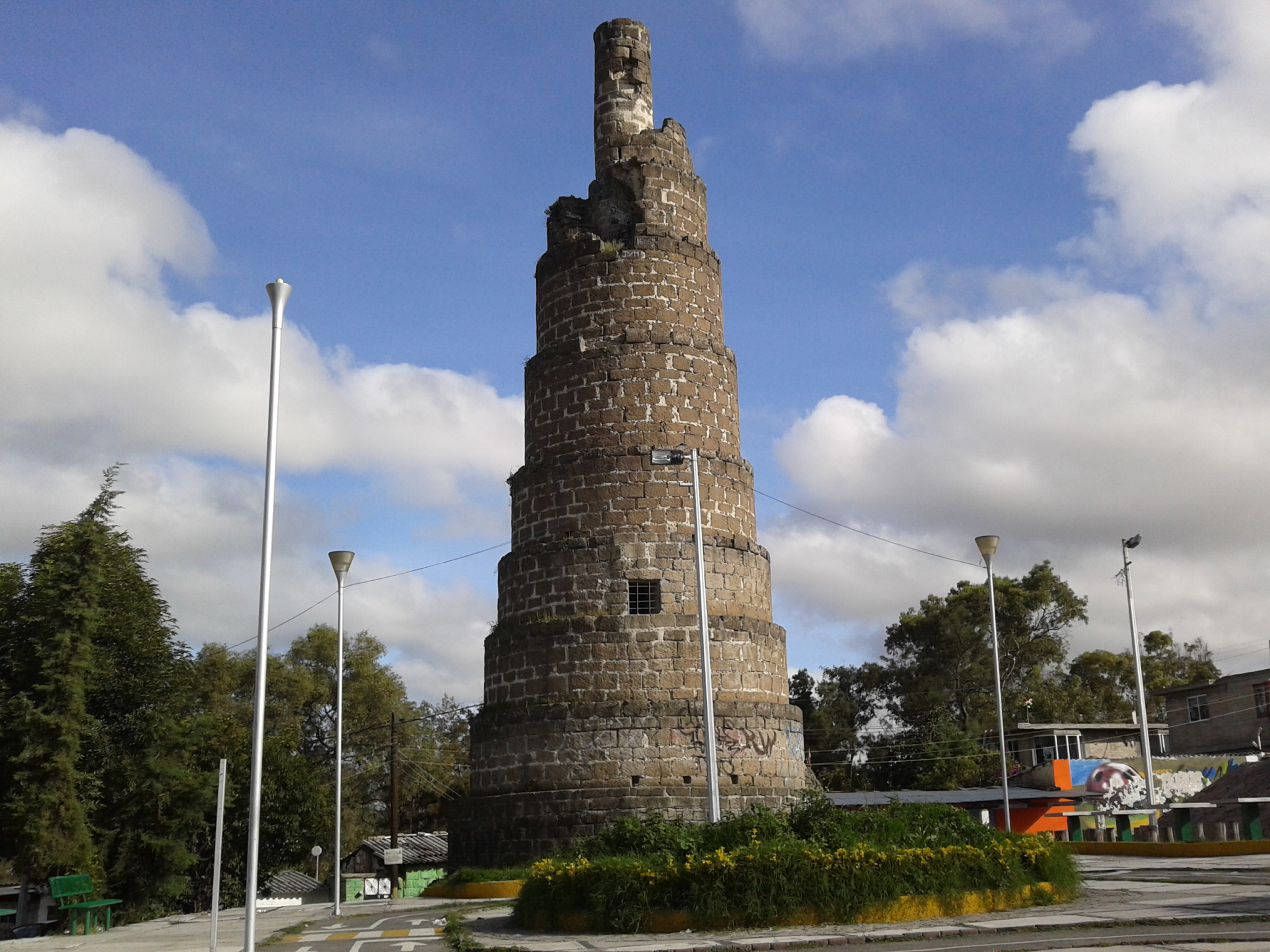
Fotografía del Caracol Oriente, utilizado como depósito de agua.

La obra nunca entró en uso, y actualmente la mancha urbana y sus asentamientos surgidos a los lados de la misma impiden que sean apreciadas en toda su monumentalidad. Hace poco se llevó a cabo un plan de rescate de la obra hidráulica y su alrededor.